# A Real Madrid CF statisztikái
Ez az oldal tartalmazza a Real Madrid jelenlegi és múltbéli statisztikáit.

## Statisztikák a La Ligában
- Szezonok: 78 (összes)
- Legjobb pozíció: Első (32 alkalommal)
- Legrosszabb pozíció: 11. (1947–1948)
- Legtöbb szerzett gól 1 szezonban: 107 (1989–1990)
- Legtöbb szerzett gól 1 mérkőzésen: Real Madrid-Elche 11:2 (1959–1960)
- Legtöbb kapott gól 1 mérkőzésen: Espanyol-Real Madrid 8:1 (1929–1930)
- Leghosszabb hazai bajnoki veretlenségi sorozat: 121 mérkőzés (világrekord)[1]
- Leghosszabb hazai veretlenségi sorozat: 2940 nap
- Legtöbb hazai győzelem egy szezonban: 18 (1987–1988)
- Legtöbb idegenbeli győzelem egy szezonban: 11 (1986–1987, 2006–2007, 2008–2009)
- Legtöbb egymást követő győzelem: 15 (1960–1961)

### Teljes eredménylista a La Ligában
| Poz. | Klub           | Szezonok | Mérk. | Gy   | D   | V   | RG   | KG   | GK   | Pont | Bajnok | Második | Harmadik | Negyedik |
| ---- | -------------- | -------- | ----- | ---- | --- | --- | ---- | ---- | ---- | ---- | ------ | ------- | -------- | -------- |
| 1    | Real Madrid CF | 78       | 2458  | 1415 | 513 | 530 | 5081 | 2847 | 2234 | 3650 | 32     | 18      | 7        | 8        |

Utoljára frissítve: A 2008-09-es szezon után

## Bajnokok Ligája-statisztikák
- Legtöbb rúgott gól 1 mérkőzésen: Real Madrid-Boldklubben 1909 12:0 (1961-62)
- Legtöbb kapott gól 1 mérkőzésen: AC Milan-Real Madrid 5:0 (1988-89)

## Általános statisztikák
- Legtöbb gól: [Cristiano Ronaldo]
- Legtöbb lejátszott mérkőzés: [Raul Gonzalez]

## Mérföldkövek
- Első gól: Arthur Johnson, 1902. május 13., az FC Barcelona ellen

### Mérföldkövek a bajnokságban
| Gól  | Dátum                | Játékos           | Ellenfél        | Állás | Végeredmény |
| ---- | -------------------- | ----------------- | --------------- | ----- | ----------- |
| 1    | 1929. február 10.    | Jaime Lazcano     | CE Europa       | 1–0   | 5–0         |
| 500  | 1942. január 18.     | Manuel Alday      | Athletic Club   | 1–0   | 3–2         |
| 1000 | 1950. november 5.    | Pahiño            | Athletic Bilbao | 2–5   | 2–5         |
| 1500 | 1957. szeptember 15. | Enrique Mateos    | CA Osasuna      | 1–0   | 3–0         |
| 2000 | 1963. november 9.    | Francisco Gento   | Pontevedra CF   | 3–1   | 3–1         |
| 2500 | 1973. április 1.     | Santillana        | Real Oviedo     | 1–2   | 1–2         |
| 3000 | 1981. április 4.     | Juanito           | UD Salamanca    | 1–1   | 1–3         |
| 3500 | 1988. október 2.     | Emilio Butragueño | Real Oviedo     | 0–1   | 1–3         |
| 4000 | 1994. december 22.   | Iván Zamorano     | Real Valladolid | 0–2   | 0–5         |
| 4500 | 2001. november 11.   | Raúl              | Real Zaragoza   | 1–1   | 2–1         |
| 5000 | 2008. szeptember 14. | Guti              | CD Numancia     | 1–1   | 4–3         |

### Mérföldkövek a nemzetközi kupákban
| Gól  | Dátum                | Gólszerző          | Mérkőzés, végeredmény                  |
| ---- | -------------------- | ------------------ | -------------------------------------- |
| 1.   | 1955. szeptember 8.  | Miguel Muñoz       | Servette-Real Madrid 0:2               |
| 100. | 1960. április 21.    | Alfredo Di Stéfano | Real Madrid-FC Barcelona 3:1           |
| 200. | 1965. szeptember 29. | Puskás Ferenc      | Real Madrid-Feyenoord 5:0              |
| 300. | 1978. szeptember 27. | Henning Jensen     | Progrès Niedercorn-Real Madrid 0:7     |
| 400. | 1990. november 7.    | Sebastián Losada   | Tirol-Real Madrid 2:2                  |
| 500. | 2000. október 25.    | Guti               | Real Madrid-Sporting Lisszabon 4:0     |
| 600. | 2003. november 27.   | David Beckham      | Olympique de Marseille-Real Madrid 1:2 |

## A 2008–09-es szezon
| Poz. | Mérk. | Gy | D | V  | RG | KG | GK. | P  |
| ---- | ----- | -- | - | -- | -- | -- | --- | -- |
| 2.   | 38    | 25 | 3 | 10 | 83 | 52 | 31  | 78 |

### Házi góllövőlista

#### Összesítésben
- Gonzalo Higuaín és Raúl – 24-24 gól

#### A bajnokságban
- Higuaín – 22 gól
- Raúl – 18 gól

### Kapusok
- Iker Casillas - 38 mérkőzés/52 gól

## Játékosok összesített statisztikái

### Lejátszott mérkőzések
|    | Név             | Évek      | Bajnokság | Kupa | Európa | Egyéb | Összesen |
| -- | --------------- | --------- | --------- | ---- | ------ | ----- | -------- |
| 1  | Raúl            | 1994–2010 | 550       | 37   | 135    | 19    | 741      |
| 2  | Manuel Sanchís  | 1983–2001 | 524       | 67   | 99     | 21    | 711      |
| 3  | Santillana      | 1971–1988 | 461       | 84   | 87     | 11    | 643      |
| 4  | Francisco Gento | 1953–1971 | 428       | 75   | 96     | 6     | 605      |
| 5  | Fernando Hierro | 1989–2003 | 439       | 40   | 101    | 18    | 598      |
| 6  | José Camacho    | 1973–1989 | 414       | 61   | 90     | 12    | 577      |
| 7  | Pirri           | 1964–1979 | 417       | 67   | 75     | 2     | 561      |
| 8  | Míchel          | 1981–1996 | 404       | 53   | 89     | 14    | 560      |
| 9  | Guti            | 1995–2010 | 386       | 40   | 101    | 14    | 541      |
| 10 | Roberto Carlos  | 1996–2007 | 370       | 33   | 109    | 15    | 527      |

### Gólszerzők
- Legtöbb gól összesen: Puskás Ferenc (48 gól, 1959-60)
- Legtöbb gól a bajnokságban: Cristiano Ronaldo (41, 2010-2011)
- Legtöbb gól egy mérkőzésen: 5
  - Manuel Alday (az RCD Espanyol ellen, 1943)
  - Antonio Alsúa (a CD Castellón ellen, 1947)
  - Miguel Muñoz (az UE Lleida ellen, 1951)
  - Pepillo (az Elche CF ellen, 1960)
  - Puskás Ferenc (az Elche ellen, 1961)
  - Fernando Morientes (az UD Las Palmas ellen, 2002)

|    | Név                  | Évek      | Bajnokság | Kupa    | Európa   | Egyéb   | Összesen  |
| -- | -------------------- | --------- | --------- | ------- | -------- | ------- | --------- |
| 1  | Raúl                 | 1994–2010 | 228 (550) | 18 (37) | 67 (135) | 10 (19) | 323 (741) |
| 2  | / Alfredo Di Stéfano | 1953–1964 | 216 (282) | 39 (50) | 49 (58)  | 3 (6)   | 307 (396) |
| 3  | Santillana           | 1971–1988 | 186 (461) | 48 (84) | 47 (87)  | 9 (11)  | 290 (643) |
| 4  | / Puskás Ferenc      | 1958–1966 | 156 (182) | 47 (41) | 35 (38)  | 2 (2)   | 240 (263) |
| 5  | Hugo Sánchez         | 1985–1992 | 164 (207) | 19 (37) | 23 (39)  | 2 (4)   | 209 (287) |
| 6  | Francisco Gento      | 1952–1970 | 126 (428) | 20 (75) | 31 (96)  | 4 (6)   | 183 (605) |
| 7  | Pirri                | 1964–1979 | 123 (417) | 26 (67) | 22 (75)  | 0 (2)   | 171 (561) |
| 8  | Emilio Butragueño    | 1983–1995 | 122 (341) | 16 (39) | 25 (75)  | 7 (8)   | 170 (463) |
| 9  | Amancio Amaro        | 1962–1976 | 119 (344) | 14 (58) | 22 (67)  | 0 (2)   | 155 (471) |
| 10 | Míchel               | 1981–1996 | 97 (404)  | 9 (53)  | 18 (89)  | 6 (14)  | 130 (560) |

## Egyéni elismerések

### Pichichi-győztesek
|    |               | Játékos             | Szezon    | Gól |
| -- | ------------- | ------------------- | --------- | --- |
| 1  | Spanyolország | Manuel Olivares     | 1932-1933 | 16  |
| 2  | Spanyolország | Pahiño              | 1951-1952 | 28  |
| 3  | Argentína     | Alfredo Di Stéfano  | 1953-1954 | 27  |
| 4  | Argentína     | Alfredo Di Stéfano  | 1955-1956 | 24  |
| 5  | Argentína     | Alfredo Di Stéfano  | 1956-1957 | 31  |
| 6  | Argentína     | Alfredo Di Stéfano  | 1957-1958 | 19  |
| 7  | Argentína     | Alfredo Di Stéfano  | 1958-1959 | 23  |
| 8  | Magyarország  | Puskás Ferenc       | 1959-1960 | 26  |
| 9  | Magyarország  | Puskás Ferenc       | 1960-1961 | 27  |
| 10 | Magyarország  | Puskás Ferenc       | 1962-1963 | 26  |
| 11 | Magyarország  | Puskás Ferenc       | 1963-1964 | 20  |
| 12 | Spanyolország | Amancio Amaro       | 1968-1969 | 14  |
| 13 | Spanyolország | Amancio Amaro       | 1969-1970 | 16  |
| 14 | Spanyolország | Juanito             | 1983-1984 | 17  |
| 15 | Mexikó        | Hugo Sánchez        | 1985-1986 | 22  |
| 16 | Mexikó        | Hugo Sánchez        | 1986-1987 | 34  |
| 17 | Mexikó        | Hugo Sánchez        | 1987-1988 | 29  |
| 18 | Mexikó        | Hugo Sánchez        | 1989-1990 | 38  |
| 19 | Spanyolország | Emilio Butragueño   | 1990-1991 | 19  |
| 20 | Chile         | Iván Zamorano       | 1994-1995 | 28  |
| 21 | Spanyolország | Raúl                | 1998-1999 | 25  |
| 22 | Spanyolország | Raúl                | 2000-2001 | 24  |
| 23 | Brazil        | Ronaldo             | 2003-2004 | 24  |
| 24 | Hollandia     | Ruud van Nistelrooy | 2006-2007 | 25  |

### AZamora-díjgyőztesei
|    |               | Játékos               | Szezon    |
| -- | ------------- | --------------------- | --------- |
| 1  | Spanyolország | Ricardo Zamora        | 1931-1932 |
| 2  | Spanyolország | Ricardo Zamora        | 1932-1933 |
| 3  | Spanyolország | José Bañón            | 1945-1946 |
| 4  | Spanyolország | José Adelarpe Alonso  | 1954-1955 |
| 5  | Spanyolország | Vicente Train         | 1960-1961 |
| 6  | Spanyolország | Araquistain           | 1961-1962 |
| 7  | Spanyolország | Vicente Train         | 1962-1963 |
| 8  | Spanyolország | Vicente Train         | 1963-1964 |
| 9  | Spanyolország | Antonio Betancort     | 1964-1965 |
| 10 | Spanyolország | Antonio Betancort     | 1966-1967 |
| 11 | Spanyolország | Junquera              | 1967-1968 |
| 12 | Spanyolország | Miguel Ángel González | 1975-1976 |
| 13 | Spanyolország | Agustín               | 1982-1983 |
| 14 | Spanyolország | Paco Buyo             | 1987-1988 |
| 15 | Spanyolország | Paco Buyo             | 1991-1992 |
| 16 | Spanyolország | Iker Casillas         | 2007-2008 |
| 17 | Belgium       | Thibaut Courtois      | 2019-2020 |

### Trofeo Alfredo di Stéfano
|   |     | Játékos | Szezon    |
| - | --- | ------- | --------- |
| 1 | ESP | Raúl    | 2007–2008 |

### Aranylabda
| Év   | Játékos              |
| ---- | -------------------- |
| 1957 | Alfredo Di Stéfano ° |
| 1957 | Raymond Kopa °       |
| 1959 | Alfredo Di Stéfano ° |
| 1997 | Ronaldo              |
| 1998 | Zinédine Zidane      |
| 2000 | Luís Figo °          |
| 2001 | Michael Owen         |
| 2002 | Ronaldo °            |
| 2006 | Fabio Cannavaro °    |
| 2007 | Kaká                 |
| 2008 | Cristiano Ronaldo    |

° A Real játékosaként.

### Az év labdarúgója
| Év   | Játékos           |
| ---- | ----------------- |
| 1996 | Ronaldo           |
| 1997 | Ronaldo           |
| 1998 | Zinédine Zidane   |
| 2000 | Zinédine Zidane   |
| 2001 | Luís Figo °       |
| 2002 | Ronaldo °         |
| 2003 | Zinédine Zidane ° |
| 2006 | Fabio Cannavaro ° |
| 2007 | Kaká              |
| 2008 | Cristiano Ronaldo |

° A Real játékosaként.

### Bravo-díj
| Év   | Játékos             |
| ---- | ------------------- |
| 1985 | Emilio Butragueño ° |
| 1986 | Emilio Butragueño ° |
| 1986 | Robert Prosinečki   |
| 1991 | Christian Panucci   |
| 1997 | Ronaldo             |
| 1998 | Ronaldo             |
| 2000 | Iker Casillas °     |
| 2002 | Christoph Metzelder |
| 2004 | Cristiano Ronaldo   |
| 2005 | Arjen Robben        |
| 2008 | Karim Benzema       |

° A Real játékosaként.

### Európai aranycipő
| Szezon  | Játékos      | Gól |
| ------- | ------------ | --- |
| 1989–90 | Hugo Sánchez | 38  |

## Átigazolások

### Legdrágább játékosvásárlások

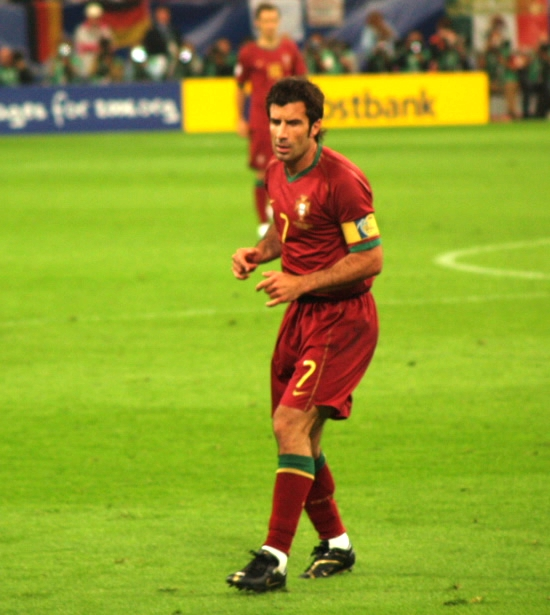
Luís Figo jelenleg a Real negyedik legdrágább igazolása.

A Real Madrid nevéhez fűződik a három legdrágább játékosvásárlás, az elnökség 2009 nyarán a Manchester Unitednek 80 millió fontot (94 millió euró) fizetett Cristiano Ronaldoért. Az előző rekord szintén a Realhoz köthető, Zinédine Zidane-ért 2001-ben 75 millió eurót fizetett a Juventusnak. A második helyen szintén egy 2009-es igazolás, Kaká található.
|    | Játékos             | Előző csapat         | Ár       | Időpont          | Forrás        |
| -- | ------------------- | -------------------- | -------- | ---------------- | ------------- |
| 1  | Cristiano Ronaldo   | Manchester United FC | £100 m   | 2009. június     | [ 7 ]         |
| 2  | Eden Hazard         | Chelsea FC           | £89 m    | 2019. június     | [ 12 ]        |
| 3  | Kaká                | AC Milan             | £56 m    | 2009. június     | [ 9 ]         |
| 4  | Luka Jović          | Eintracht Frankfurt  | £53 m    | 2019. június     | [ 13 ]        |
| 5  | Zinédine Zidane     | Juventus             | £45,6 m  | 2001. július     | [ 14 ] [ 15 ] |
| 6  | Luís Figo           | FC Barcelona         | £37 m    | 2000. július     | [ 16 ]        |
| 7  | Karim Benzema       | Olympique Lyonnais   | £30 m    | 2009. július     | [ 17 ]        |
| 8  | Xabi Alonso         | Liverpool            | £30 m    | 2009. augusztus  | [ 18 ]        |
| 9  | Ronaldo             | Internazionale       | £28,49 m | 2002. szeptember | [ 19 ]        |
| 10 | David Beckham       | Manchester United FC | £25 m    | 2003. július     | [ 20 ] [ 21 ] |
| 11 | Nicolas Anelka      | Arsenal FC           | £23,5 m  | 1999. augusztus  | [ 22 ]        |
| 12 | Arjen Robben        | Chelsea FC           | £21 m    | 2007. augusztus  | [ 23 ]        |
| 13 | Pepe                | FC Porto             | £20 m    | 2007. július     | [ 24 ]        |
| 14 | Lass                | Portsmouth           | £20 m    | 2008. december   | [ 25 ]        |
| 15 | Sergio Ramos        | Sevilla FC           | £18,5 m  | 2005. augusztus  | [ 26 ]        |
| 16 | Wesley Sneijder     | AFC Ajax             | £18,3 m  | 2007. augusztus  | [ 27 ]        |
| 17 | Klaas-Jan Huntelaar | AFC Ajax             | £17 m    | 2008. december   | [ 28 ]        |
| 18 | Walter Samuel       | AS Roma              | £16,77 m | 2004. május      | [ 29 ]        |
| 19 | Robinho             | Santos FC            | £16,64 m | 2005. augusztus  | [ 30 ]        |
|    |                     |                      |          |                  |               |

### Legdrágább eladások

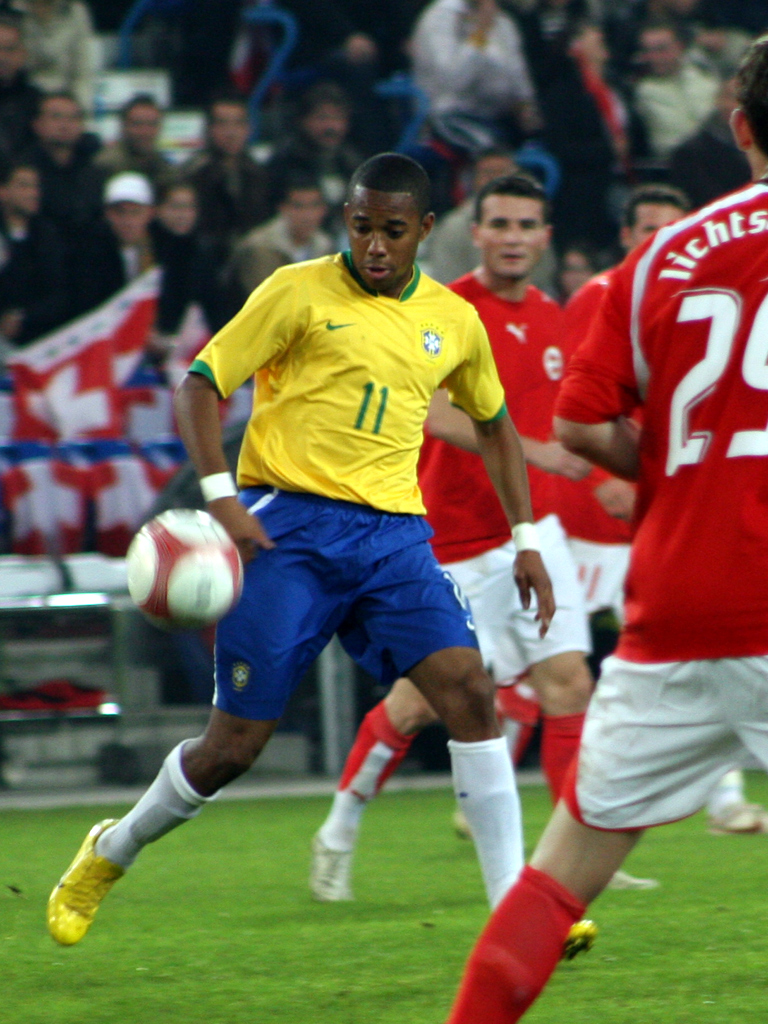
Robinho 2008 szeptemberében 32,5 millió fontért lett eladva a Manchester Citynek, ezzel ő a klub legdrágábban eladott játékosa.

A klub legdrágábban eladott játékosa jelenleg Robinho, akiért a Manchester City FC 32,5 millió fontot fizetett
|   | Játékos             | Csapat                 | Ár       | Időpont          | Forrás |
| - | ------------------- | ---------------------- | -------- | ---------------- | ------ |
| 1 | Cristiano Ronaldo   | Juventus FC            | €117 m   | 2018.            |        |
| 2 | Robinho             | Manchester City FC     | £32,5 m  | 2008. szeptember | [ 31 ] |
| 3 | Nicolas Anelka      | Paris Saint-Germain FC | £22 m    | 2000. július     | [ 32 ] |
| 4 | Michael Owen        | Newcastle United FC    | £17 m    | 2005. szeptember | [ 33 ] |
| 5 | Claude Makélélé     | Chelsea FC             | £16 m    | 2003. szeptember | [ 34 ] |
| 6 | Klaas-Jan Huntelaar | AC Milan               | £12,7 m  | 2009. augusztus  | [ 35 ] |
| 7 | Walter Samuel       | Internazionale         | £11,05 m | 2005. augusztus  | [ 36 ] |
| 8 | Geremi              | Chelsea FC             | £7m      | 2003. július     | [ 37 ] |